# Timoteo Viti
Timoteo Viti, també conegut com a Timoteo della Viti o Timoteo da Urbino (Urbino, 1469 - Urbino, 1523), va ser un pintor italià del Renaixement.
Nascut a Urbino, Viti era net del pintor Antonio Alberti i son pare també va ser pintor. Segons la historiografia, va entrar amb poc més de vint anys al taller bolonyès de Francesco Raibolini, dit Francesco Francia. En aquesta ciutat se li atribueix com a obra juvenil una Crucifixió al fresc al convent camaldulenc de Santa Cristina (actualment seu de la Universitat de Bolonya).
De retorn a Urbino, li van ser encarregats dos retaules per a la catedral, que representen la Mare de Déu amb sants (1514, Galleria Nazionale delle Marche, Urbino; Pinacoteca di Brera, Milà). Hi palesa un cert classicisme bolonyès unit a certes influències de les escoles d'Umbria i de les Marques. Alguns anys abans havia fet una de les seues obres mestres per a l'altar major de l'església Sant'Angelo Minore de la ciutat de Cagli: la gran taula del "Noli me tangere" on hom aprecia punyents ecos de l'estil de Rafael.
Va intentar adequar-se a les novetats introduïdes per Perugino i Rafael, però gairebé sense reeixir-hi (pintures per al templet de les muses del Palau Ducal, avui dia a la Galeria Corsini de Florència; Aparició de Crist a la Magdalena, 1512, Cagli, Sant'Angelo). Va ser amic de Rafael, a qui va ajudar a pintar els frescos de Santa Maria della Pace, a Roma.